# Danh sách vườn quốc gia tại Ecuador
Dưới đây là danh sách các vườn quốc gia và khu dự trữ quốc gia tại Ecuador.

## Vườn quốc gia
Có tất cả 11 vườn quốc gia tại Ecuador bao gồm:
| Tên                 | Hình ảnh | Vị trí                                    | Diện tích                          | Thành lập |
| ------------------- | -------- | ----------------------------------------- | ---------------------------------- | --------- |
| Cayambe-Coca        |          | Imbabura, Pichincha, Sucumbíos và Napo    | 403.103 ha (1.556 dặm vuông Anh)   | 1970      |
| Cotopaxi            |          | Cotopaxi                                  | 33.393 ha (333,93 km2)             | 1975      |
| Cajas               |          | Azuay                                     | 285,4 km2 (110 dặm vuông Anh)      | 1996      |
| Galápagos           |          | Galápagos                                 | 7.995,4 km2 (3.087 dặm vuông Anh)  | 1959      |
| Llanganates         |          | Cotopaxi, Napo, Pastaza và Tungurahua     | 219.707 ha (2.197,07 km2)          | 1996      |
| Machalilla          |          | Manabí                                    | 750,59 km2 (290 dặm vuông Anh)     | 1979      |
| Podocarpus          |          | Zamora-Chinchipe                          | 1.462,8 km2 (565 dặm vuông Anh)    | 1982      |
| Sangay              |          | Morona Santiago, Chimborazo và Tungurahua | 5.177,65 km2 (1.999 dặm vuông Anh) | 1979      |
| Sumaco Napo-Galeras |          | Napo, Orellana và Sucumbíos               | 206.749 ha (2.067,49 km2)          |           |
| Yacurí              |          | Zamora Chinchipe và Loja                  | 431 km2 (166 dặm vuông Anh)        | 2009      |
| Yasuni              |          | Napo và Pastaza                           | 9.823 km2 (3.793 dặm vuông Anh)    | 1979      |

## Khu dự trữ quốc gia
Ngoài các khu dữ trữ dưới đây, Ecuador còn có nhiều khu dự trữ quốc gia, nơi trú ẩn và vườn ở Ecuador không được liệt kê bởi vì đó là tài sản độc quyền thuộc sở hữu và quản lý bởi tư nhân.

### Khu dự trữ sinh thái
Có tất cả 10 khu dự trữ sinh thái quốc gia:
- Khu dự trữ sinh thái Cayambe Coca
- Khu dự trữ sinh thái Arenillas
- Khu dự trữ sinh thái Manglares Churute
- Khu dự trữ sinh thái Antisana
- Khu dự trữ sinh thái Cotacachi Cayapas
- Khu dự trữ sinh thái El Angel
- Khu dự trữ sinh thái Illinizas
- Khu dự trữ sinh thái Manglares Cayapas Mataje
- Khu dự trữ sinh thái Cofán-Bemejo
- Khu dự trữ sinh thái Mache-Chindul

### Khu dự trữ sinh học
Có 4 khu dự trữ sinh học quốc gia:
- Khu dự trữ sinh học Cerro Plateado
- Khu dự trữ sinh học El Quimi
- Khu dự trữ sinh học El Cóndor
- Khu dự trữ sinh học quốc gia Limoncocha

### Khu bảo tồn động vật hoang dã
Có 10 khu bảo tồn động vật hoang dã:
- Khu bảo tồn động vật hoang dã Pasochoa
- Khu bảo tồn động vật hoang dã Đảo Santa Clara
- Khu bảo tồn động vật hoang dã Đảo Corazón và Fragata
- Khu bảo tồn động vật hoang dã La Chiquita
- Khu bảo tồn động vật hoang dã El Zarza
- Khu bảo tồn động vật hoang dã El Pambilar
- Khu bảo tồn động vật hoang dã Pacoche
- Khu bảo tồn động vật hoang dã El Morro Swamps
- Khu bảo tồn động vật hoang dã Đầm lầy cửa sông Muisne
- Khu bảo tồn động vật hoang dã Đầm lầy cửa sông Esmereldas